# Antonio Carneo

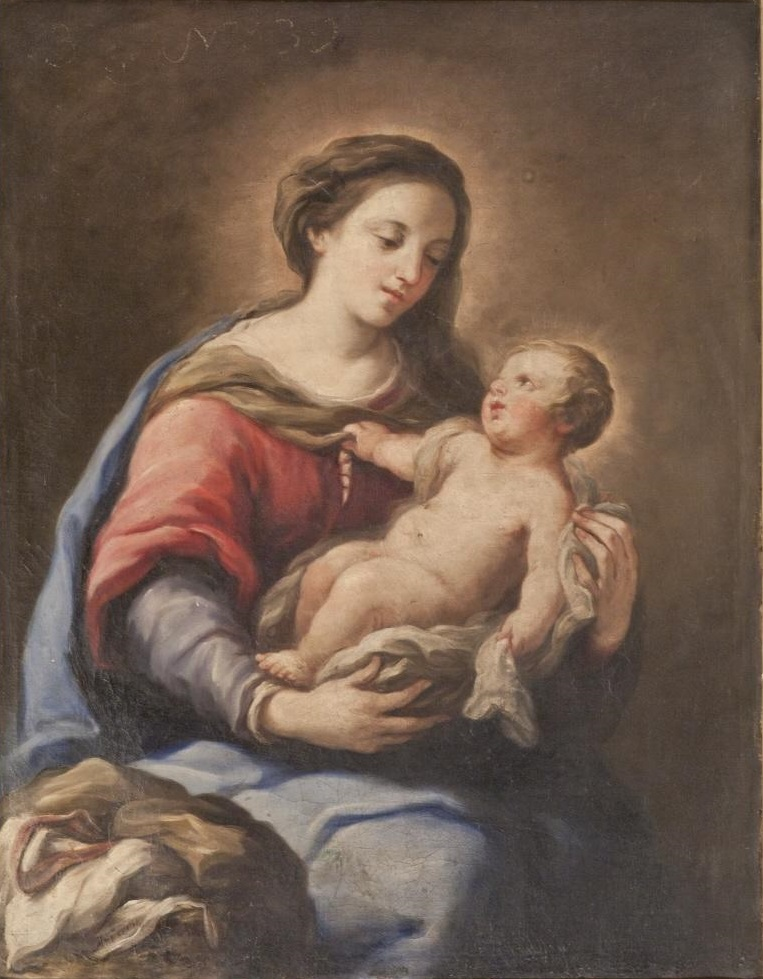
Virgen con el Niño, óleo sobre lienzo, 107 x 84 cm, Madrid, Real Academia de Bellas Artes de San Fernando.

Antonio Carneo (Concordia Sagittaria, 1637 – Portogruaro, 1692), fue un pintor barroco italiano activo en el Friul y el Véneto.
Aunque es posible que se formase inicialmente con su propio padre, Giacomo Carniello, pintor de algún nombre, Carneo se perfeccionó con el estudio asiduo de los maestros venecianos de cinquecento. En Údine, donde residió por espacio de más de veinte años, gozó a partir de 1667 de la protección de los condes Leonardo y Juan Bautista Caiselli, quienes le proporcionaron vivienda y comida a cambio de pinturas. Para ellos o por su mediación pintó en 1690 el retablo de la iglesia de San Zenón de Fossalta di Portogruaro y el mismo año firmó la Educación de la Virgen y santos de la iglesia de San Cristóbal de Údine. Falleció en diciembre de 1692 en Portogruaro, ocupado en trabajos de pintura para la iglesia parroquial de Fossalta.
Admirador de la pintura flamenca, del tenebrismo y del naturalismo de Bernardo Strozzi y Luca Giordano, su pintura fue apreciada por el colorido natural y el verismo de sus modelos. Bien dotado para los retratos, como pone de manifiesto la primera de sus obras conocida: la Sagrada Familia adorada por el lugarteniente y los diputados del Museo Cívico de Údine, fechada en 1667, cayó en ocasiones en exageraciones al acentuar el carácter rústico y picaresco de sus modelos y el dramatismo de las situaciones.